# Pella (Grecja)
Pella (gr. Πέλλα = Pella, bułg., mac. Постол = Postoł) – miejscowość w Grecji, w regionie Macedonia Środkowa, w jednostce regionalnej Pella. Historyczna siedziba gminy Pella. Leży w pobliżu ruin starożytnego miasta Pella. W 2011 roku liczyła 2398 mieszkańców.